# Ivana Mitrović
Ivana Mitrović (født 3. februar 1993 i Bor, Serbien) er en serbisk håndboldspiller, som spiller for montenegrinske ŽRK Budućnost og Serbiens kvindehåndboldlandshold.
Hun blev udtaget til landstræner Uroš Bregars trup ved VM i kvindehåndbold 2021 i Spanien, hvor det serbiske hold blev nummer 12.